# Paul Dummett
Paul Dummett (Newcastle upon Tyne, 26 september 1991) is een Engels-Welsh voetballer die doorgaans als linksback speelt. Hij stroomde in 2012 door vanuit de jeugd van Newcastle United. Dummett debuteerde in 2014 in het Welsh voetbalelftal.

## Clubcarrière
Dummet doorliep de jeugdopleiding van Newcastle United. Voor hij hiervoor debuteerde in het eerste elftal, verhuurde dat hem in maart 2012 aan Gateshead en in augustus 2012 aan St. Mirren. Hiervoor kwam hij uit in de Conference National en de Scottish Premier League. Na een halfjaar bij St. Mirren debuteerde Dummet op 5 januari 2013 in het eerste van Newcastle. Dat speelde die dag een wedstrijd in de FA Cup uit bij Brighton & Hove Albion. Hij keerde daarna op huurbasis terug naar St. Mirren om daar ook de tweede helft van het seizoen 2012/13 door te brengen.
Dummett debuteerde op 19 augustus 2013 voor Newcastle United in de Premier League, tegen Manchester City. Op 19 oktober 2013 viel hij in tegen Liverpool. Hij maakte in het St. James' Park zijn eerste doelpunt in de Engelse competitie en droeg daarmee bij aan het 2–2 gelijkspel die dag. Dummett speelde van 2014/15 tot en met 2018/19 ieder seizoen minimaal 20 competitieronden voor Newcastle. Daarbij stond hij in 2016/17 in 44 van de 46 speelronden in de basis, toen de club na een degradatie in het voorgaande jaar meteen kampioen werd in de Championship. Dummett speelde uiteindelijk meer dan 200 wedstrijden voor Newcastle United. Zijn rol werd na 2019 kleiner en nadat een consortium uit uit Saudi-Arabië eind 2021 Newcastle kocht, marginaal.

## Clubstatistieken
| Seizoen | Club             | Land               | Competitie              | Competitie | Competitie | Beker | Beker | Internationaal | Internationaal | Totaal | Totaal |
| Seizoen | Club             | Land               | Competitie              | Wed.       | Dlp.       | Wed.  | Dlp.  | Wed.           | Dlp.           | Wed.   | Dlp.   |
| ------- | ---------------- | ------------------ | ----------------------- | ---------- | ---------- | ----- | ----- | -------------- | -------------- | ------ | ------ |
| 2011/12 | Newcastle United | Vlag van Engeland  | Premier League          | 0          | 0          | 0     | 0     | —              | —              | 0      | 0      |
| 2011/12 | → Gateshead FC   | Vlag van Engeland  | National League         | 10         | 0          | 0     | 0     | —              | —              | 10     | 0      |
| 2012/13 | → St. Mirren FC  | Vlag van Schotland | Scottish Premier League | 16         | 2          | 3     | 0     | —              | —              | 19     | 2      |
| 2012/13 | Newcastle United | Vlag van Engeland  | Premier League          | 0          | 0          | 1     | 0     | 0              | 0              | 1      | 0      |
| 2012/13 | → St. Mirren FC  | Vlag van Schotland | Scottish Premier League | 14         | 0          | 3     | 0     | —              | —              | 17     | 0      |
| 2013/14 | Newcastle United | Vlag van Engeland  | Premier League          | 18         | 1          | 3     | 0     | —              | —              | 21     | 1      |
| 2014/15 | Newcastle United | Vlag van Engeland  | Premier League          | 25         | 0          | 4     | 1     | —              | —              | 29     | 1      |
| 2015/16 | Newcastle United | Vlag van Engeland  | Premier League          | 23         | 1          | 1     | 0     | —              | —              | 24     | 1      |
| 2016/17 | Newcastle United | Vlag van Engeland  | Championship            | 45         | 0          | 1     | 0     | —              | —              | 46     | 0      |
| 2017/18 | Newcastle United | Vlag van Engeland  | Premier League          | 20         | 0          | 1     | 0     | —              | —              | 21     | 0      |
| 2018/19 | Newcastle United | Vlag van Engeland  | Premier League          | 26         | 0          | 0     | 0     | —              | —              | 26     | 0      |
| 2019/20 | Newcastle United | Vlag van Engeland  | Premier League          | 16         | 0          | 1     | 0     | —              | —              | 17     | 0      |
| 2020/21 | Newcastle United | Vlag van Engeland  | Premier League          | 15         | 1          | 1     | 0     | —              | —              | 16     | 1      |
| 2021/22 | Newcastle United | Vlag van Engeland  | Premier League          | 3          | 0          | 0     | 0     | —              | —              | 3      | 0      |
| 2022/23 | Newcastle United | Vlag van Engeland  | Premier League          | 0          | 0          | 1     | 0     | —              | —              | 1      | 0      |
| 2023/24 | Newcastle United | Vlag van Engeland  | Premier League          | 0          | 0          | 0     | 0     | 0              | 0              | 0      | 0      |
| Totaal  | Totaal           | Totaal             | Totaal                  | 231        | 5          | 20    | 1     | 0              | 0              | 251    | 6      |

Laatste update: 23 september 2023

## Interlandcarrière
Dummett werd geboren in Engeland, maar kwam ook in aanmerking voor het Welsh voetbalelftal omdat zijn opa uit Wales kwam. Hij maakte op 4 juni 2014 zijn debuut in het Welshe nationale team in een oefeninterland in en tegen Nederland (2–0 verlies). Tien minuten voor tijd verving hij Neil Taylor. Hij moest daarna vijftien maanden wachten op zijn volgende optreden in het nationale team, opnieuw een oefeninterland tegen Nederland. Dummett werd in 2016 verschillende keren geselecteerd, maar kwam in die wedstrijden niet in het veld. Hij mocht eind 2018 wel weer een paar keer meedoen in duels in het kader van de UEFA Nations League en in maart 2019 in wederom een oefeninterland.

## Erelijst
| Competitie            |           |           |           |           |
| Competitie            | Aantal    | Jaren     |           |           |
| St Mirren             | St Mirren | St Mirren | St Mirren | St Mirren |
| --------------------- | --------- | --------- | --------- | --------- |
| Scottish League Cup   | 1x        | 2012/13   |           |           |
| Newcastle United      |           |           |           |           |
| Kampioen Championship | 1x        | 2016/17   |           |           |

1 Dúbravka ·
2 Trippier ·
4 Botman ·
5 Schär ·
6 Lascelles  ·
7 Joelinton ·
8 Tonali ·
9 Wilson ·
10 Gordon ·
11 Barnes ·
13 Targett ·
14 Isak ·
17 Krafth ·
18 Osula ·
19 Vlachodimos ·
20 Hall ·
21 Livramento ·
22 Pope ·
23 Murphy ·
24 Almirón ·
25 Kelly ·
26 Ruddy ·
28 Willock ·
29 Gillespie ·
33 Burn ·
36 Longstaff ·
37 Murphy ·
39 Guimarães ·
67 Miley ·
Coach: Howe
· Assistent-coach: Jones